# Nati nel 1613
| Questa pagina contiene informazioni ricavate automaticamente dalle voci biografiche con l'ausilio del template Bio e di un bot. L'aggiornamento è periodico e automatico e ricostruisce completamente la pagina. Se manca una persona in questa lista, sei pregato di non aggiungerla, ma accertati piuttosto che la sua voce biografica contenga il template Bio e che i dati anagrafici siano correttamente compilati. Se il template Bio manca, inseriscilo tu stesso o, in alternativa, metti l'avviso {{tmp\|Bio}} che ne segnala la mancanza. Se i dati riportati sono sbagliati, correggi direttamente la voce biografica; le modifiche saranno visibili in questa lista entro pochi giorni. Per chiarimenti vedi il progetto biografie. La lista contiene solo le 87 persone che sono citate nell'enciclopedia e per le quali è stato implementato correttamente il template Bio. Pagina aggiornata al 18 mar 2025. |

## Gennaio(3)
- 6 gennaio - Reynaud Levieux, pittore francese († 1699)
- 15 gennaio - Giovanni Pietro Bellori, scrittore, antiquario e storico dell'arte italiano († 1696)
- 21 gennaio - George Gillespie, teologo scozzese († 1648)

## Febbraio(4)
- 2 febbraio - Noël Chabanel, religioso, missionario e santo francese († 1649)
- 7 febbraio - Johannes Musaeus, teologo tedesco († 1681)
- 9 febbraio - Hartmann III del Liechtenstein, principe e militare austriaco († 1686)
- 25 febbraio - Mattia Preti, pittore italiano († 1699)

## Marzo(4)
- 5 marzo - Maria Pico della Mirandola, nobile italiana († 1682)
- 6 marzo - Stefano Gradi, scienziato, filosofo e poeta dalmata († 1683)
- 12 marzo - André Le Nôtre, architetto del paesaggio francese († 1700)
- 29 marzo - Louis-Isaac Lemaistre de Sacy, teologo, biblista e umanista francese († 1684)

## Aprile(6)
- 1º aprile - Giulio Bartolocci, ebraista e monaco cristiano italiano († 1687)
- 1º aprile - Charles de Marguetel de Saint-Denis de Saint-Evremond, scrittore francese († 1703)
- 7 aprile - Gerrit Dou, pittore olandese († 1675)
- 17 aprile - Agostino Coltellini, letterato italiano († 1693)
- 19 aprile - Christoph Bach, musicista tedesco († 1661)
- 20 aprile - Urbano Chevreau, scrittore francese († 1701)

## Maggio(4)
- 6 maggio - Éléonore de Bergh, nobile belga († 1657)
- 9 maggio - Mattias de' Medici, nobile e militare italiano († 1667)
- 21 maggio - Giacomo Boncompagni, III duca di Sora, nobile e militare italiano († 1636)
- 31 maggio - Giovanni Giorgio II di Sassonia, nobile tedesco († 1680)

## Giugno(3)
- 13 giugno - Giovanni Ernesto di Hanau-Münzenberg-Schwarzenfels, conte tedesco († 1642)
- 16 giugno - John Cleveland, poeta inglese († 1658)
- 17 giugno - Amedeo di Castellamonte, architetto italiano († 1683)

## Luglio(5)
- 5 luglio - Jean-François Niceron, scienziato francese († 1646)
- 7 luglio - Carlo Rosa, pittore italiano († 1678)
- 15 luglio - Gu Yanwu, scrittore e filologo cinese († 1682)
- 16 luglio - Alderano Cybo-Malaspina, cardinale italiano († 1700)
- 28 luglio - Diego Zapata de Mendoza y Sidonia, politico e nobile spagnolo († 1674)

## Agosto(4)
- 7 agosto - Guglielmo Federico di Nassau-Dietz, nobile olandese († 1664)
- 15 agosto - Gilles Ménage, poeta, saggista e grammatico francese († 1692)
- 20 agosto - Baccio Aldobrandini, cardinale italiano († 1665)
- 20 agosto - Elisabetta Sofia di Meclemburgo-Güstrow, nobildonna e compositrice tedesca († 1676)

## Settembre(6)
- 3 settembre - Félix Vialart de Herse, vescovo cattolico francese († 1680)
- 8 settembre - Henri Albert de La Grange d'Arquien, cardinale francese († 1707)
- 15 settembre - François de La Rochefoucauld, scrittore, filosofo e aforista francese († 1680)
- 20 settembre - Jean-François Paul de Gondi, cardinale, arcivescovo cattolico e scrittore francese († 1679)
- 25 settembre - Claude Perrault, medico e architetto francese († 1688)
- 28 settembre - Simeone Difnico, vescovo cattolico italiano († 1661)

## Ottobre(4)
- 13 ottobre - Luisa di Guzmán, nobile portoghese († 1666)
- 13 ottobre - Carlo Ferdinando Vasa, vescovo cattolico polacco († 1655)
- 18 ottobre - Giovanni Bernardo di Lippe-Detmold, nobile tedesco († 1652)
- 19 ottobre - Carlo da Sezze, religioso italiano († 1670)

## Novembre(5)
- 5 novembre - Isaac de Benserade, poeta e librettista francese († 1691)
- 11 novembre - Donato Calvi, letterato e religioso italiano († 1678)
- 13 novembre - Giovanni Lucido Cattaneo, vescovo cattolico italiano († 1685)
- 16 novembre - Federico di Anhalt-Harzgerode, nobile († 1670)
- 25 novembre - Filippo VII di Waldeck-Wildungen, nobile tedesco († 1645)

## Dicembre(2)
- 19 dicembre - Johannes Ykens, pittore e scultore fiammingo
- 23 dicembre - Carl Gustaf Wrangel, generale svedese († 1676)

## Senza giorno specificato(37)
- Balthasar Ableithner, scultore tedesco († 1705)
- Jacques d'Arthois, pittore fiammingo († 1686)
- Dietrich Becker, violinista e organista tedesco († 1679)
- Brigida Bianchi, attrice teatrale italiana († 1703)
- Giovanni Bichi, ammiraglio italiano († 1678)
- Giovanni Antonio Borrelli, matematico e fisico italiano († 1679)
- Giovanni Maria Bottalla, pittore italiano († 1644)
- Samuel Butler, scrittore britannico († 1680)
- Francesco Caracciolo, VII duca di Martina, militare e nobile italiano († 1655)
- Juan Cardenas, teologo spagnolo († 1684)
- Giulio Carpioni, pittore e incisore italiano († 1678)
- Chetthathirat, sovrano siamese († 1630)
- Chérubin d'Orléans, fisico francese († 1697)
- Pietro Antonio Corradi, architetto italiano († 1683)
- Marion Delorme, francese († 1650)
- Gaspar van Eyck, pittore fiammingo († 1674)
- Margaret Feilding, nobildonna scozzese († 1638)
- Carlo Gualterio, cardinale e arcivescovo cattolico italiano († 1673)
- Bartholomeus van der Helst, pittore olandese († 1670)
- Khushal Khan Khattak, poeta e scrittore afghano († 1689)
- François Le Vau, architetto francese († 1676)
- Domenico Locatelli, attore teatrale italiano († 1671)
- Giovan Battista Montini, pittore italiano († 1673)
- Panagiotis Nikousios, medico ottomano († 1673)
- Bertrand d'Ogeron de La Bouëre, militare francese († 1676)
- Lorenzo Penna, compositore e teorico musicale italiano († 1693)
- Simon Renard de Saint-André, pittore francese († 1677)
- Giovanni Antonio Rigatti, compositore italiano († 1648)
- Johan Sinnich, teologo irlandese († 1668)
- Giovan Battista Spinelli, pittore italiano († 1658)
- Jeremy Taylor, religioso inglese († 1667)
- Henry Vane il Giovane, politico e teologo inglese († 1662)
- Odoardo Vecchiarelli, cardinale e vescovo cattolico italiano († 1667)
- Gerolamo Visconti, vescovo cattolico italiano († 1670)
- Philip Wharton, IV barone Wharton, politico inglese († 1686)
- Thomas Willeboirts Bosschaert, pittore, disegnatore e incisore olandese († 1654)
- Anne de Noailles, nobile e ufficiale francese († 1678)